# Râul Șoimuș, Roșia
Râul Șoimuș sau Râul Lazuri este un curs de apă, afluent al râului Roșia. 

## Hărți
- Harta munții Pădurea Craiului  Arhivat în 16 ianuarie 2010, la Wayback Machine.
- Harta interactivă Munții Pădurea Craiului
- Harta munții Apuseni